# Kirkel
Kirkel és un municipi del districte de Saarpfalz a l'estat federat alemany de Saarland. Està situat aproximadament 8 km al sud-est de Neunkirchen, i 20 km al nord-est de Saarbrücken.
Les ruïnes del castell, molt ben conservades, es troben a pocs centenars de metres del centre de la ciutat. El petit castell de Kirkel es va construir al 1075 i és el punt de referència de la ciutat. Situat al cim d'un petit turó, gràcies a la seva gran torre de 169 escales, es pot veure des d'una gran distància. Kirkel té el densitat forestal més densa en tota la regió del Saarland.

## Nuclis
- Altstadt
- Kirkel-Neuhäusel
- Limbach